# Hvězda za Francii a Německo
Vyznamenání Hvězda za Francii a Německo náleží mezi tzv. britská kampaňová vyznamenání druhé světové války.

## Podmínky udělení
Zřízena byla v květnu 1945 a udělovala se za bojovou činnost na území Francie, Belgie, Nizozemska a Německa v období od 6. června 1944 do 8. května 1945. Nárok na ni měl každý příslušník ozbrojených sil Velké Británie a Commonwealthu bez rozdílu hodnosti či služebního zařazení.

## Podoba vyznamenání
Vyznamenání má tvar šesticípé hvězdy ze žluté slitiny mědi a zinku o výšce 44 mm, šířce 38 mm a tloušťce 3 mm. Vyznamenání je zavěšeno na stuze o šíři 32 mm se stejně širokými pruhy tmavě modré, bílé, červené, bílé a tmavě modré. Barvy jsou jednak barvami vlajky Velké Británie a také národními barvami Francie a Nizozemska.

### Avers
Ve středovém medailonu s mezikružím je umístěn monogram krále Jiřího VI. „GRI VI“, převýšený korunou, která zasahuje do horní části mezikruží. V mezikruží je umístěn opis: THE FRANCE AND GERMANY STAR. Cípy hvězdy jsou opatřeny středovým žebrem.

### Revers
Povrch zadní strany je hladký.